# Канова (Асти)
Канова је насеље у Италији у округу Асти, региону Пијемонт.
Према процени из 2011. у насељу је живело 84 становника. Насеље се налази на надморској висини од 332 м.